# Bobby Robinson (producteur)
Pour les articles homonymes, voir Bobby Robinson et Robinson.
Bobby Robinson (né Morgan Clyde Robinson le 16 avril 1917 et décédé le 7 janvier 2011) est un producteur et auteur-compositeur-interprète américain originaire de New York, très actif dans les années 1950 et au milieu des années 1980.
Robinson a produit des succès de Wilbert Harrison, The Shirelles, Dave « Baby » Cortez, Elmore James, Lee Dorsey, Gladys Knight and the Pips, King Curtis, Spoonie Gee, Grandmaster Flash and the Furious Five, Doug E. Fresh, et Treacherous Three. Il a fondé ou cofondé Red Robin Records, Sue Records, Whirlin' Disc Records, Fury Records, Fire Records et Enjoy Records,, Le catalogue de Bobby Robinson est représenté par Mojo Music and Media.

## Biographie
Né à Union, en Caroline du Sud, Robinson sert dans l'armée américaine pendant la Seconde Guerre mondiale. Après la guerre, Robinson s'installe à New York et ouvre le magasin de disques Bobby's Record Shop (plus tard Bobby's Happy House) en 1946. À cette époque, il n'y a que quelques commerces tenus par des Noirs sur la 125e rue de Harlem, à l'angle du Frederick Douglass Boulevard et de la 125e rue. Le magasin de disques de Robinson devient l'un d'entre eux. Son magasin est resté ouvert jusqu'au 21 janvier 2008, avant d'être contraint de fermer car le propriétaire prévoyait de raser le bâtiment.
Le magasin de Robinson est devenu un point de convergence pour les producteurs de disques indépendants qui s'établissaient à New York. À cette époque, Robinson assiste Ahmet Ertegün chez Atlantic Records et produit son premier enregistrement en 1951, Bobby's Boogie du saxophoniste Morris Lane et de son groupe. Robinson se spécialise normalement dans l'enregistrement de groupes vocaux, dont les Mello-Moods, les Rainbows, les Vocaleers et les Du Droppers. Il a également enregistré des artistes de blues tels que Sonny Terry et Brownie McGhee.
Le premier grand succès de Robinson est Shake Baby Shake de Champion Jack Dupree en 1953. Le disque sort sur le label Red Robin Records, que Robinson avait créé l'année précédente. Le label s'appelait à l'origine Robin Records, mais des menaces juridiques l'ont contraint à changer de nom,.
Après avoir enregistré de bonnes ventes locales de disques de doo-wop et de blues au début et au milieu des années 1950, Robinson crée plusieurs autres labels, dont certains en partenariat avec son frère, Danny Robinson. Parmi eux, Whirlin' Disc Records en 1956, Fury Records et Everlast Records en 1957, Sue Records avec Juggy Murray en 1957, Fire Records en 1959 et Enjoy Records en 1962. Il lance Fire et Fury comme véhicules pour les artistes de rhythm and blues et de rock 'n' roll, dont la plupart sont produits par lui à New York, mais dont certains sont produits par d'autres et acquis par lui dans diverses villes du Sud.
Robinson est décède le 7 janvier 2011 à l'âge de 93 ans, après une période de santé déclinante,.

## Red Robin Records
Red Robin Records est un label discographique fondé à New York en 1951 par Bobby Robinson sous le nom de Robin Records. Robinson doit changer le nom de la compagnie, un label du Tennessee existant déjà sous ce nom. Le label produit des disques de rhythm and blues, de blues et de groupes vocaux de doo-wop. Le label est actif jusqu'en 1955. Robinson crée ensuite d'autres compagnies de disques, Whirlin’ Disc Records, Everlast Records, Fling Records, et Enjoy Records.